# Sweet Vacation
Sweet Vacation（スウィート・バケイション）は日本人音楽プロデューサー・Daichi Hayakawa（早川大地）とタイ人女子大生ボーカリスト・May（メイ）からなる音楽ユニットである。それぞれ日本とタイの最難関大学に在籍する高学歴ユニット。早川が東京大学大学院、Mayがチュラロンコン大学に在学している。
キャッチフレーズは胸キュン・ガーリー・ハウス・ユニット。

## 略歴
新しいプロジェクトのための歌手を探して各国を回っていたDaichiがバンコクでMayと出会い、2006年にユニットを結成した。
2007年8月19日にMySpaceで活動開始。10月10日よりiTunes Storeにてデビュー音源とされる「I Feel So Good」が無料配信され、インディーズデビューCD『Do the Vacation!!』を11月21日にリリースした。
2008年1月、Yahoo!ミュージックで「Shining Groove 〜Your Song 2008〜」を公開した。この楽曲はクリエイティブ・コモンズ（表示-非営利-継承 2.1 日本）でライセンスされた。
3月27日、音楽著作権管理事業会社ジャパン・ライツ・クリアランス（JRC）がYouTubeと著作権の包括利用許諾契約の締結したのに伴いJRCに配信楽曲の管理を委託しているSweet Vacationの公式チャンネルも開設される予定が発表された。
8月20日、ミニアルバム『I miss you -ep-』でビクターエンタテインメントからメジャーデビューした。8月27日よりメジャーアーティストとして初めて、「I Feel So Good 〜2nd edition〜」のCD1万枚無料レンタルをTSUTAYA全店で実施した。
10月28日、初の全編英語ラジオ『Sweet Vacation Radio』をYouTubeとpodcastで放送開始。
2009年2月18日、初のシングル『さよならマイデイズ』をリリース。
3月24日、タイでアルバム『Kira Kira Pop!!!』（限定盤）を新レーベルDMJ/BKKよりリリース。
7月8日、タワーレコード限定シングル『あいにいこう ～I・NEED・TO・GO～』をリリース。
8月5日、アルバム『pop save the world!!』をリリース。同時に全世界のitunesで配信。
9月14日、公式ブログをamebaブログに引越し。
10月11日、英語、日本語、タイ語の語学学習アプリ『TOKYO DATE』をiTunesで配信。

11月3日、Daichi主催のイベント「E-TRiPPER West」で初のカバーアルバム『Cover the Vacation!!』をリリースすることを発表する。
2010年1月20日、初のカバーアルバム『Cover the Vacation!!』をリリース。
3月30日、第70回を最後に『Sweet Vacation Radio』を終了。
4月18日、トーク番組『USTバケイション!!』を自身のMySpaceとUSTREAMで放送開始。
6月28日、LILとのコラボレーションとしてSweet Vacation VS LIL名義で配信限定シングル『Editions of You』をリリース。
7月14日、2ndアルバム『Re;未来派宣言!!』を発売。2ndアルバム『Re;未来派宣言!!』発売記念のワンマン・ライブ『FUTURHYTHM 2010』を7月11日大阪、8月22日東京で開催。また、10月10日にタイでの初のワンマン・ライブ『FUTURHYTHM2010 in THAILAND』を開催することを決定。タイ国際航空50周年記念によるオフィシャルツアーも企画された(後にライヴ主催者側の都合により公演中止)。
2011年3月27日、メンバーの意向により活動を休止をUSTREAMにて発表。また、メンバーはバグ・ミュージックの所属を離れることが決定。Daichiは株式会社バイラルワークスを設立。
Mayは、スカイコーポレーションに移籍。
4月13日、初のベストアルバム『スイバケのアーリーベスト＋8』をリリース。

## メンバー

### May
本名：Sitapha Uttaburanont。1990年5月4日生まれで、タイ出身。身長160cm、血液型AB型。TOEFL637点。3カ国語（英語、タイ語、日本語）を話すことができる。兄弟は兄が1人おり、日本に留学している。
2003年、タイのタレント養成プロジェクトG-Juniorのメンバーとして芸能界入りし2006年に同プロジェクトの女性のみによるユニット・Preppy Gの一員としてデビューを果たした。同年秋、渡タイ中の早川と出会い翌2007年夏、早川と音楽ユニット・Sweet Vacationを結成しボーカルを担当するとともに日本でのFITS『セクシーガール ヘアコロン』のテレビコマーシャルにはタレントとして出演している。
2008年4月、チュラーロンコーン大学教養学部に入学し大学生活と芸能活動を両立している。2009年、早稲田大学国際教養学部に合格。チュラーロンコーン大学を休学直後の6月に来日、9月から早稲田大学入学。2010年7月、小学生に人気のTV番組ピラメキーノだるだるイングリッシュのコーナーに、ダルさんのとってもかわいいガールフレンドメイ（May）として出演。番組内ユニットに参加。
2011年3月27日Sweet Vacation活動休止に伴い、スカイコーポレーションに移籍。2011年4月、NHKEテレで放送中のNHK高校講座の「家庭総合」にレギュラー出演。

## ディスコグラフィー

### シングル

#### メジャー
さよならマイデイズ（2009年2月18日）
1. さよならマイデイズ
2. Calling You（『アリオバザール』CM曲）
3. Suddnley I See（KTタンストールのカバー）
4. I miss you 〜ユメデアエタラ〜（FREEDOMBUNCH CLUBMIX）〜Extended Version〜
5. さよならマイデイズ（Instrumental）

あいにいこう 〜I・NEED・TO・GO〜（2009年7月8日 タワーレコード限定発売）
1. あいにいこう 〜I・NEED・TO・GO〜
2. Because Of You（Ne-Yoのカバー）
3. Summer Day（DJ TARO "hbs" Remix）

### アルバム

#### インディーズ
Do the Vacation!!（2007年11月21日）
1. Trick or Treat（作詞：Sweet Vacation / 作曲：Daichi Hayakawa / 編曲：Daichi Hayakawa）
2. The Goonies 'r' Good Enough（シンディ・ローパーのカバー（原曲は『グーニーズ』主題歌））
3. I Feel So Good 〜2nd edition〜（作詞：Sweet Vacation / 作曲：Daichi Hayakawa / 編曲：Daichi Hayakawa）
4. Material Girl（マドンナのカバー）
5. Magic Smile（作詞：Sweet Vacation / 作曲：Daichi Hayakawa / 編曲：Daichi Hayakawa & Kazumi Yudo）
6. HONKY TONKY CRAZY（BOØWYのカバー）
7. Get up Boys and Girls（作詞：Sweet Vacation / 作曲：Daichi Hayakawa / 編曲：Daichi Hayakawa & GROOVE UNCHANT）

More the Vacation!!（2008年4月16日）
1. Looking For The Future
2. Speed of Sound（コールドプレイのカバー）
3. Sexy Girl（『セクシーガール ヘアコロン』CM曲）
4. Girls & Boys（ブラーのカバー）
5. 遊びに行こうよ 〜2nd edition〜
6. We love the EARTH（TMNのカバー、横浜でのライブで演奏された楽曲）
7. World Is So Grooving（MySpaceで先行配信された楽曲）

#### メジャー
I miss you -ep-（2008年8月20日）
- CD
  1. I miss you 〜ユメデアエタラ〜
  2. Summer Day（ver.1.0）
  3. Super Slider Boy
  4. Sweet Child O' Mine 〜2nd edition〜（Guns N'Rosesのカバー）
  5. Sexy Girl（A-bee Remix）
- DVD
  1. I miss you ～ユメデアエタラ～ [Music Clip]
  2. The Goonies "r" Good Enough（Live at LIQUIDROOM 2008.04.21）

pop save the world!!（2009年8月5日）
- CD
  1. sexy girl returns 〜prelude〜
  2. why don't you
  3. あいにいこう 〜I・NEED・TO・GO〜 AL Ver.
  4. キラメキジェット!
  5. さよならマイデイズ
  6. Long Vacation 〜interlude〜
  7. Magical Mystery Tour
  8. Life is MiRACLE
  9. Brandnew Wave
  10. Shooting Star
  11. 8bit darling
  12. Escape!!
  13. I miss you 〜ユメデアエタラ〜
  14. believe in,pop'll save the world 〜postlude〜
  15. [Extra Track] Sweet Vacation Radio special Vol.1 ※iTunes Store 限定。
- DVD
  1. あいにいこう 〜I・NEED・TO・GO〜 PV
  2. さよならマイデイズ
  3. I miss you 〜ユメデアエタラ〜
  4. Summer Day PV
  5. why don't you PV

Cover the Vacation（2010年1月20日）
1. BECAUSE OF YOU（Ne-Yoのカバー）
2. Ghostbusters（Ray Parker Jrのカバー。映画『ゴーストバスターズ』より）
3. BEHIND THE MASK（YMOのカバー）
4. WALK THIS WAY（Aerosmithのカバー）
5. KIDS（MGMTのカバー）
6. Suddenly I See（KT Tunstallのカバー。映画『プラダを着た悪魔』より）
7. Sweet Child O'Mine（Guns N'Rosesのカバー）
8. [Extra Track] The Goonies "r" Good Enough ～SEXY-SYNTHESIZER REMIX～（Cyndi Lauperのカバー。映画『グーニーズ』より）※iTunes Storeでは『Sweet Vacation RADIO Special vol.2』

Re;未来派宣言（2010年7月14日）
- CD
  1. Futurhythm
  2. グッディグッディ（『横浜八景島シーパラダイス』CM曲。『幸せ物語・前編』主題歌）
  3. ラブカメラ ～セカイが恋するメッセージ～（『リトルワールド』CM曲）
  4. TOKYO DAYS
  5. re-boot
  6. さよならByeBye
  7. Tic tac
  8. アンバランス
  9. heaven's discotheque
  10. ラブカメラ retweet
  11. [Extra Track] I Feel So Good More(★STARGUiTAR RMX)
  12. [Extra Track] Sweet Vacation Radio special Vol.3 ※iTunes Store限定

- DVD
  1. グッディグッディ [Music Clip]
  2. グッディグッディ メイキング映像
  3. Mayへ30の質問
  4. LIVE 「E-TRiPPER 5」

スイバケのアーリーベスト＋8（2011年4月13日）
※1曲目から9曲目は「2007～2010 original side」、10曲目から16曲目はボーカロイドリミックスの「2019 Re-mix cover side」となっている。
1. Magic Smile
2. 遊びに行こうよ ～2nd edition～
3. I Feel So Good(Thai ver.) ※同曲のタイ語歌詞バージョン
4. Sexy Girl(Thai ver.) ※同曲のタイ語歌詞バージョン
5. Summer Day(Thai ver.) ※同曲のタイ語歌詞バージョン
6. Get up Boys and Girls
7. World Is So Grooving
8. Bitter or Sweet
9. Catch Me Now
10. ラブカメラ ～セカイが恋するメッセージ(とくP Re-mix)
11. TOKYO DAYS(U-ji Re-mix)
12. heavens discotheque(いーえるP Re-mix)
13. Magic Smile(ぺぺろんP Re-mix)
14. キラメキジェット！(SWANTONE Re-mix)
15. Summer Day(すぎもとP Re-mix)
16. アンバランス(しずくP Re-mix)

### ネット限定配信
- 「Summer Day（ver.0）」 - mF247（楽曲配信サイト）限定（2007年9月21日）
- 「Bitter or Sweet」 - 配信限定バレンタイン・ソング（2008年1月30日）
※ベストアルバム「スイバケのアーリーベスト＋8」及びタイ限定のアルバム「Kira Kira Pop」にも収録されている。
- 「Shining Groove 〜Your Song 2008〜」 - Yahoo!ミュージック年末年始特別企画（2008年1月公開）
- 「heavens discotheque（ver.0）」 - デジタルTSUTAYA（着うたサイト）でのデモ音源の無料配信
- 「Magic Snow」
- 「Editions of You」- Sweet Vacation VS LIL名義 (2010年6月23日) 
※LILとのコラボレーション。

### タイ限定
Kira Kira Pop!!! (2009年3月24日)
1. Looking For the Future
2. Sexy Girl (Thai Ver.)
3. Speed of Sound
4. Bitter or Sweet
5. Girls & Boys
6. 遊びに行こうよ - 2nd edition
7. We Love the EARTH
8. World is So Grooving
9. The Goonies 'r' Good Enough
10. Summer Day (Thai Ver.)
11. Material Girl
12. I Feel So Good (Thai Ver.)
13. Sexy Girl (Japanese Ver.)
14. I Feel So Good (Toy Piano Mix)

## LIVE
- 2007年
  - 9月5日 - 世界初バケイション 渋谷青い部屋
  - セカンド・バケイション
    - 10月27日 - 南青山レッドシューズ
    - 11月3日 - クイーンズスクエア横浜クイーンズサークル『楽器フェア』特設ステージ
    - 11月4日 - パシフィコ横浜『楽器フェア』YAMAHAブース内特設ステージ
- 2008年4月21日 - 恵比寿LIQUIDROOM完全無料招待制ワンマン・バケイション『Live the Vacation!!』
- 2010年
  - FUTURHYTHM 2010
    - 7月11日 - 大阪ShangriLa
    - 8月22日 - 代官山UNIT

  - Sweet Vacation Live in BKK＠RCA!!
    - 8月7日 - タイ Route66